# Idjessi Metsoko
Idjessi Yethro Metsoko (Stains, 14 marzo 2002) è un calciatore togolese, attaccante dello Slovan Bratislava in prestito dal Viktoria Plzeň.

## Carriera
Mestoko è cresciuto nel settore giovanile dell'Auxerre, con cui ha firmato il primo contratto professionistico l'8 luglio 2022. Nell'agosto del 2023 è stato acquistato dal Vyškov, club della seconda divisione ceca, ma dopo una prima metà di stagione di ottimo livello con 10 reti segnate in 18 incontri, è passato al Viktoria Plzeň.
Il 20 agosto 2024 è stato ceduto in prestito allo Slovan Bratislava, club della prima divisione slovacca, con cui prende parte anche alla fase finale della Champions League.

## Statistiche

### Presenze e reti nei club
Statistiche aggiornate al 25 gennaio 2025.
| Stagione              | Squadra               | Campionato            | Campionato | Campionato | Coppe nazionali | Coppe nazionali | Coppe nazionali | Coppe continentali | Coppe continentali | Coppe continentali | Altre coppe | Altre coppe | Altre coppe | Totale | Totale |
| Stagione              | Squadra               | Comp                  | Pres       | Reti       | Comp            | Pres            | Reti            | Comp               | Pres               | Reti               | Comp        | Pres        | Reti        | Pres   | Reti   |
| --------------------- | --------------------- | --------------------- | ---------- | ---------- | --------------- | --------------- | --------------- | ------------------ | ------------------ | ------------------ | ----------- | ----------- | ----------- | ------ | ------ |
| 2021-2022             | Auxerre 2             | N2                    | 16         | 3          | -               | -               | -               | -                  | -                  | -                  | -           | -           | -           | 16     | 3      |
| 2022-2023             | Auxerre 2             | N2                    | 15         | 0          | -               | -               | -               | -                  | -                  | -                  | -           | -           | -           | 15     | 0      |
| Totale Auxerre 2      | Totale Auxerre 2      | Totale Auxerre 2      | 31         | 3          |                 | -               | -               |                    | -                  | -                  |             | -           | -           | 31     | 3      |
| 2023-gen. 2024        | Vyškov                | FNL                   | 16         | 9          | CRC             | 2               | 1               | -                  | -                  | -                  | -           | -           | -           | 18     | 10     |
| gen.-giu. 2024        | Viktoria Plzeň        | 1L                    | 7          | 2          | CRC             | 2               | 0               | -                  | -                  | -                  | -           | -           | -           | 9      | 2      |
| ago. 2024             | Viktoria Plzeň        | 1L                    | 1          | 0          | CRC             | 0               | 0               | UEL                | 0                  | 0                  | -           | -           | -           | 1      | 0      |
| Totale Viktoria Plzeň | Totale Viktoria Plzeň | Totale Viktoria Plzeň | 8          | 2          |                 | 2               | 0               |                    | 0                  | 0                  |             | -           | -           | 10     | 2      |
| 2024-2025             | Slovan Bratislava     | SL                    | 14         | 1          | CS              | 3               | 2               | UCL                | 9                  | 1                  | -           | -           | -           | 26     | 4      |
| Totale carriera       | Totale carriera       | Totale carriera       | 69         | 15         |                 | 7               | 3               |                    | 8                  | 1                  |             | -           | -           | 84     | 19     |

## Palmarès

### Club

#### Competizioni nazionali
- Campionato slovacco: 1

Slovan Bratislava: 2024-2025